# 許學文
許學文，香港電影編劇、導演，2005年於香港演藝學院導演系畢業，憑《樹大招風》獲第36屆香港電影金像獎最佳導演及提名第53屆金馬獎最佳新導演。

## 生平
許學文2005年於香港演藝學院導演系畢業後，憑《枉少年》參加第一屆鮮浪潮短片競賽，並獲得最佳影片。該片亦代表香港入圍美國芝加哥國際電影節、德國慕尼克國際電影節、釜山大學生數碼電影節、台北電影節及香港亞洲電影節等多個國際影展。
此外，許亦為《Out of Focus：AD》、《門內漢》、《一擊》及《綠衣》等短片擔任導演及編劇。

## 入圍及榮譽
| 年份 | 作品                 | 影展及競賽                                           | 獎項               | 備註 |
| ---- | -------------------- | ---------------------------------------------------- | ------------------ | ---- |
| 2006 | 《Out of Focus：AD》 | 第九屆ifva比賽                                       | 公開組銅獎         |      |
| 2006 | 《一擊》             | 兩岸四地學生電影節                                   | 評審團大獎         |      |
| 2006 | 《綠衣》             | 第二十五屆德國慕尼克學生電影節                       | 入圍               |      |
| 2006 | 《枉少年》           | 第一屆鮮浪潮大專生短片競賽                           | 最佳電影           |      |
| 2006 | 《枉少年》           | 第四十七屆捷克 Brno Sixteen 國際電影節               | 學生組銅牌獎       |      |
| 2006 | 《枉少年》           | 第六屆北京電影學院國際學生影視作品展                 | 中國優秀學生作品獎 |      |
| 2006 | 《枉少年》           | 第二十六屆德國慕尼克國際電影節                       |                    |      |
| 2006 | 《枉少年》           | 第四十二屆美國芝加哥國際電影節                       |                    |      |
| 2006 | 《枉少年》           | 第十二屆法國里昂亞洲電影節                           |                    |      |
| 2006 | 《枉少年》           | 第八屆台北電影節                                     |                    |      |
| 2006 | 《枉少年》           | 波蘭西里西亞學生電影節                               |                    |      |
| 2006 | 《枉少年》           | 香港亞洲電影節                                       |                    |      |
| 2007 | 《枉少年》           | 日本關西亞洲電影論壇                                 |                    |      |
| 2007 | 《枉少年》           | 法國克萊蒙費朗短片節 2007 國際競賽                   |                    |      |
| 2007 | 《枉少年》           | 第三屆韓國釜山大學生數碼電影節                       |                    |      |
| 2007 | 《枉少年》           | 第十四屆北京大學生電影節「專業劇情部分」             |                    |      |
| 2007 | 《枉少年》           | 第三屆法國巴黎 Pris de Courts 國際短片節「劇情片類」 |                    |      |
| 2007 | 《枉少年》           | 第四屆中國獨立影像年度展「新青年短片單元」           |                    |      |
| 2007 | 《枉少年》           | 第三屆羅馬尼亞布加勒斯特亞洲電影節                   |                    |      |
| 2007 | 《枉少年》           | 第三屆約旦安曼短片節                                 |                    |      |
| 2007 | 《枉少年》           | 美國紐約大學 2007 NEXT REEL 學生國際電影節           |                    |      |
| 2007 | 《枉少年》           | 第二屆波蘭華沙學生電影節                             |                    |      |
| 2016 | 《樹大招風》         | 第53屆金馬獎                                         | 最佳新導演提名     |      |
| 2016 | 《樹大招風》         | 第66屆柏林影展                                       | 入圍               |      |
| 2016 | 《樹大招風》         | 第23屆香港電影評論學會大獎                           | 最佳導演提名       |      |
| 2016 | 《樹大招風》         | 第36屆香港電影金像獎                                 | 最佳導演           |      |
| 2016 | 《樹大招風》         | 青年電影手冊                                         | 2016年度十佳影片   |      |
| 2023 | 《失衡凶間之罪與殺》 | 第26屆富川國際奇幻電影節                             |                    |      |
| 2023 | 《失衡凶間之罪與殺》 | 第7屆倫敦東亞電影節                                  |                    |      |

## 執導作品

### 電影
- 2016年：《樹大招風》（與歐文傑、黃偉傑聯合執導，主演：林家棟、任賢齊、陳小春）
- 2023年：《失衡凶間之罪與殺》單元《頭髮》（主演：衛詩雅、黃又南）

### 劇集
- 2019年：《廉政行動2019》單元《初心》（主演：陳瀅、陳家樂、楊詩敏、滕麗名、黃智賢）